# 克里夫蘭 (佛羅里達州)
克里夫蘭（英語：Cleveland）是位於美國佛羅里達州夏洛特縣的一個人口普查指定地區。

## 地理
克里夫蘭的座標為26°57′21″N 81°59′49″W / 26.95583°N 81.99694°W，而該地最高點為海拔高度2米（即7英尺）。

## 人口
根據2010年美國人口普查的數據，克里夫蘭的面積為14.80平方千米，當中陸地面積為13.50平方千米，而水域面積為1.30平方千米。當地共有人口2990人，而人口密度為每平方千米202人。